# راي فيشر (لاعب كرة قاعدة)
راي فيشر (بالإنجليزية: Ray Fisher)‏ هو لاعب كرة قاعدة أمريكي، ولد في 4 أكتوبر 1887 في ميدلبوري في الولايات المتحدة، وتوفي في 3 نوفمبر 1982 في آن آربر في الولايات المتحدة.

## وصلات خارجية
- راي فيشر على موقعبيزبول رفرنس.كوم (الدوري الرئيسي) (الإنجليزية)
- راي فيشر على موقع كلية كرة السلة في سبورتس رفرنس.كوم (الإنجليزية)
- راي فيشر على موقع قاعة فيرمونت للمشاهير الرياضية (الإنجليزية)